# Laboulbenia paupercula
Laboulbenia paupercula Thaxt. – gatunek grzybów z rzędu owadorostowców (Laboulbeniales). Pasożyt owadów.

## Systematyka i nazewnictwo
Pozycja w klasyfikacji według Index Fungorum: Laboulbenia, Laboulbeniaceae, Laboulbeniales, Laboulbeniomycetidae, Laboulbeniomycetes, Pezizomycotina, Ascomycota, Fungi.
Gatunek ten po raz pierwszy opisał w 1891 r. Roland Thaxter w USA na chrząszczu Platynus extensicollis w USA.

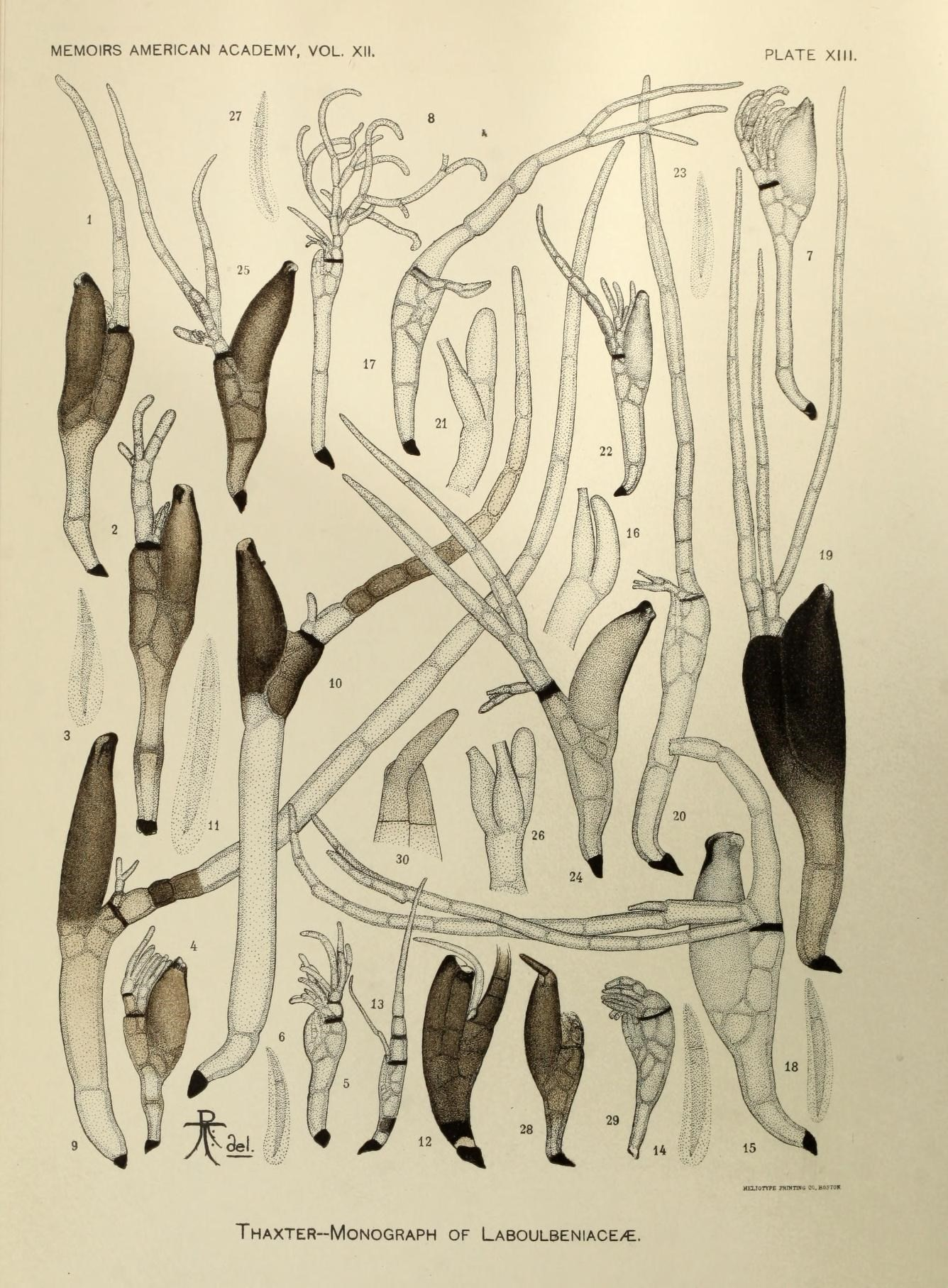
Plecha Laboulbenia paupercula nr 24–27 (pozostałe to inne gatunki Laboulbenia)

## Charakterystyka
Grzyb entomopatogeniczny, pasożyt zewnętrzny owadów. W Polsce podaje go Tomasz Majewski na chrząszczu Agonum viduum z rodziny biegaczowatych (Carabidae). Nie powoduje śmierci porażonych owadów i zwykle wyrządza im niewielkie szkody.